# Maria Gern (Berchtesgaden)
Maria Gern ist eine Gemarkung im Markt Berchtesgaden im oberbayerischen Landkreis Berchtesgadener Land mit einer Fläche von etwa 630 Hektar. Am 1. Januar 2010 kam es bei der Auflösung des gemeindefreien Gebiets Bischofswiesener Forst zu einem Flächenzuwachs von 93,54 ha.
Bis zum 31. Dezember 1971 bestand die Gemeinde Maria Gern (bis 1953 Gern).

## Lage und Gliederung
Die Gemarkung mit der Nummer 099962 liegt im Amtsbezirk des Amts für Digitalisierung, Breitband und Vermessung Freilassing und vollständig im Gemeindegebiet von Berchtesgaden. Auf ihr liegen die Berchtesgadener Gemeindeteile Hintergern, Obergern, Vordergern und Am Etzerschlößl. Ihre benachbarten Gemarkungen sind Schellenberger Forst, Salzberg, Bischofswiesen und Bischofswiesener Forst.
Maria Gern liegt nördlich des Zentrums von Berchtesgaden im Tal und an den Hängen des Gerner Baches (auch Gererbach oder Anzenbach), einem Nebenfluss der Berchtesgadener Ache. Der Bereich ist im Westen begrenzt vom Rauhenkopf, einem Ausläufer des Untersbergmassivs, im Osten von der Kneifelspitze und im Norden von der Almbachklamm. Der breite, nach Süden immer enger werdende Talboden endet in einer Klamm.
Die bis Jahresende 1971 bestehende Gemeinde Maria Gern umfasste die Gnotschaftsbezirke Vordergern (größter Ortsteil mit Gemeindesitz und Wallfahrtskirche Maria Gern), Obergern und Hintergern sowie die Siedlung und den früheren Weiler Am Etzerschlößl, und von 1817 bis 1818 auch noch die Gnotschaftsbezirke Anzenbach und Metzenleiten, die danach der Gemeinde Salzberg angehörten, die ebenfalls im Zuge der Gebietsreform in Bayern nach Berchtesgaden eingegliedert wurde.

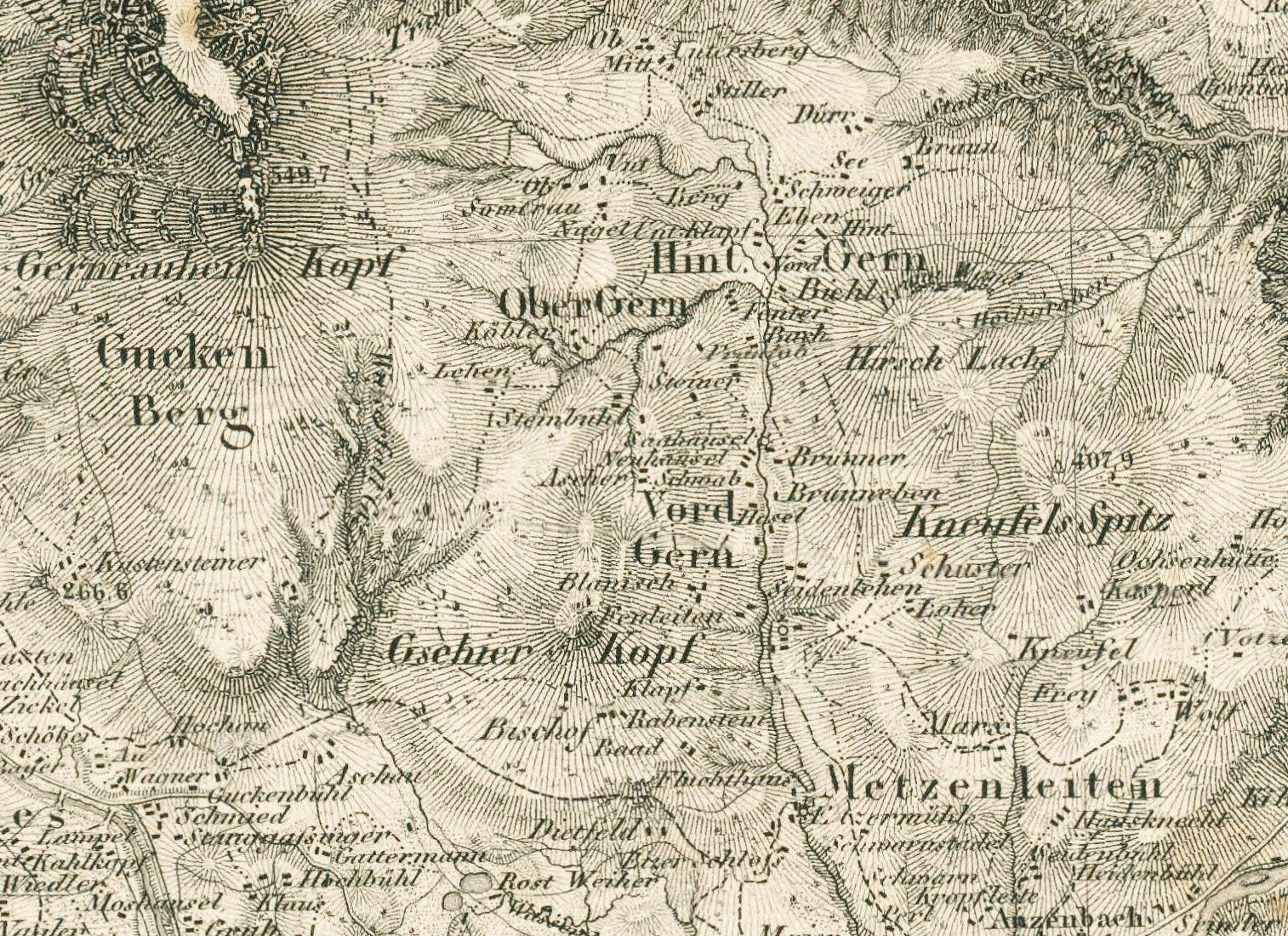
Maria Gern auf einer Karte von 1826
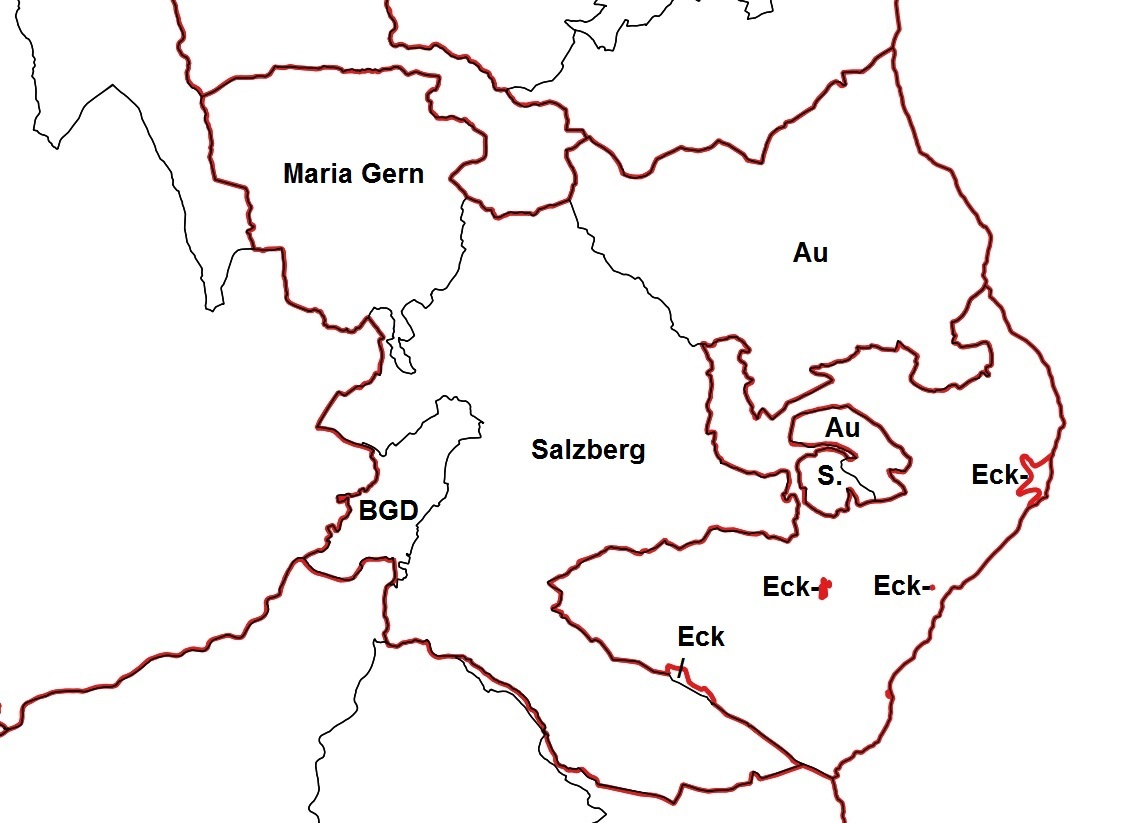
Gemarkungen in Berchtesgaden mit der Gemarkung Maria Gern

## Geschichte

### Urgnotschaft des Klosterstifts Berchtesgaden
Im Zuge des 1377 ausgestellten Landbriefs von Propst Ulrich Wulp wurde Gern mit drei „Gnotschaftsbezirken“, den heutigen Ortsteilen Hintergern, Obergern und Vordergern, vermutlich schon ab Ende des 14. Jahrhunderts zu einer der acht „Urgnotschaften“ des Berchtesgadener Landes. Die Gebietsfläche des Berchtesgadener Landes entsprach ab 1155 dem Kernland des Klosterstifts Berchtesgaden, das 1380 zur Reichsprälatur Berchtesgaden und 1559 zur reichsunmittelbaren Fürstpropstei Berchtesgaden erhoben worden war. Erste schriftliche Erwähnung als Gnotschaft findet Gern im ersten Steuerbuch des Berchtesgadener Landes von 1456.
Im 16. Jahrhundert haben Einheimische Salz- und Holzhändler reformatorische Gedanken und Schriften verbreitet, die sie auf ihren Reisen in die protestantischen Städte Augsburg, Nürnberg und Regensburg erlangten. Eine bedeutende Keimzelle des Protestantismus bildete aber vor allem das im Salzburgischen benachbarte Dürrnberg. Gern zählte neben Au, Scheffau und Schellenberg zu den ersten Gnotschaften des Berchtesgadener Landes, in denen diese christliche Konfession ihre Anhänger gefunden hatte. Doch am 22. April 1733 kam es in der Fürstpropstei Berchtesgaden zur Vertreibung der Protestanten. Es hatten sich gleich 800 Auer, Scheffauer und „Gerer“ über Hallein per Schiff nach Regensburg aufzumachen und von dort zu Fuß nach Kurhannover zu gehen.

### Säkularisation, Anschluss an Bayern

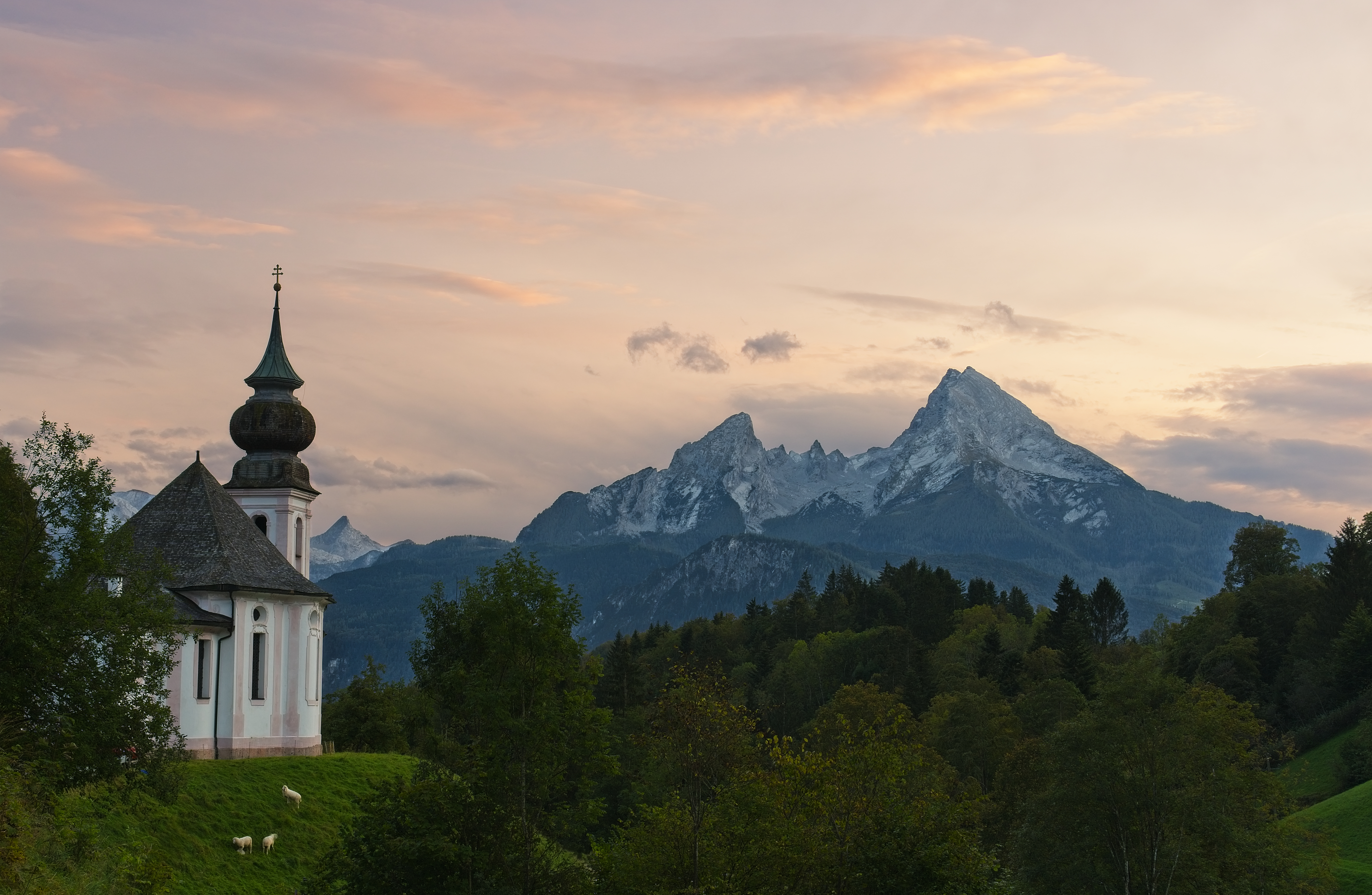
Die Wallfahrtskirche Maria Gern vor dem Watzmann

1803 wurde die Fürstpropstei Berchtesgaden aufgelöst und das Berchtesgadener Land verlor damit seine politische Eigenständigkeit.
Nach drei kurz hintereinander folgenden Herrschaftswechseln wurden 1810 dessen Gebiet und seine Ortschaften dem Königreich Bayern angegliedert, und aus der Gnotschaft wurde die Gemeinde Gern, während ihre einstigen Gnotschaftsbezirke bzw. Ortsteile Hintergern, Obergern und Vordergern noch heute als „Gnotschaften“ bezeichnet werden.
Neben der Wallfahrtskirche Maria Gern standen Wirtshaus und Schule im kulturellen und sozialen Zentrum der Gemeinde. So war das Wirtshaus noch um 1800 zugleich auch Mesnerhaus, Bierschenke und Schulhaus. Den Unterricht gab in dieser so genannten Winkelschule meist der Mesner selbst. 1803 war diese Verbindung von Wirtshaus und Schule jedoch auf Kritik gestoßen: „Das Schulzimmer war bisher zugleich Trinkstube für die Honoratioren Berchtesgadens; die Kinder lagerten sich zum Lernen und die Erwachsenen zum Trinken um dieselben Tische herum. Dies bleibt unanständig selbst dann, wenn die Entschuldigung des Mesners, dass die Erwachsenen sich immer nur erst nach der Schulzeit einfinden, wahr sein sollte …“
Der Mesner Josef Stanger wurde am 17. August 1804 als bisheriger Schulhalter zum „öffentlichen Schullehrer“ ernannt und wandelte seine Winkelschule Gern in eine unentgeltliche öffentliche Wochenschule um. Das Schulzimmer in einem Gebäude der römisch-katholischen Kirche war jedoch nach wie vor zugleich Trinkstube für die Honoratioren mit dem Lehrer Stanger als ihrem Wirt.
Nach einer Beschlussfassung im Juni 1854 entstand 1869/70 neben der Kirche ein Schulgebäude, das 1926 etwa 64 Kindern Platz bot und in dem auch die Gemeindekanzlei Platz fand.

### Zeit des Nationalsozialismus
Das für den Ort zuständige Bezirksamt Berchtesgaden wurde 1939 in Landkreis Berchtesgaden mit gleichem Zuständigkeitsbereich umbenannt.

### Nachkriegszeit
Der Gemeindename Gern wurde zum 3. Juni 1953 durch ministerielle Entscheidung in „Maria Gern“ geändert.
100 Jahre nach ihrer Einrichtung wurde am 23. Juli 1969 die Gerner Schule geschlossen, und die Schulkinder fahren seither mit dem Schulbus in die Mittelpunktschule Berchtesgaden.
Im Zuge der Gebietsreform in Bayern wurde die Gemeinde zum Jahresende 1971 aufgelöst und nach Berchtesgaden im neu gebildeten Landkreises Berchtesgadener Land eingemeindet.
Als zum Stichtag 1. Januar 2010 das im Nordwesten angrenzende gemeindefreie Gebiet Bischofswiesener Forst aufgelöst wurde, wurde ein Teil dieses Gebiets der Gemarkung Maria Gern zugeschlagen.

### Wappen
| Wappen von Maria Gern | Blasonierung: „In Blau die wachsende, golden (gelb) gekrönte hl. Maria mit silbernem (weißem) Schleier und Untergewand und rotem Mantel, auf dem rechten Arm das golden (gelb) gekrönte und blau gekleidete Jesuskind haltend.“ |
| Wappen von Maria Gern | Wappenbegründung: Das von Otto Hupp entworfene Wappen zeigt die hl. Maria mit dem Jesuskind, Schutzpatronin und Namensgeberin der Gemeinde. Das Wappen steht somit auch redend für den Ortsnamen.                               |

## Kommunalpolitik
Bis zur Bildung der Gemeinde Gern wählten die Gnotschaften aus ihren Reihen alle zwei Jahre jeweils einen „Gnotschafter“. Dieser hatte vielfältige Aufgaben. So gehörten zum Beispiel die Einhebung der Steuern und die Weiterleitung regierungsamtlicher Anordnungen dazu. Auch bei der Besprechung von Wege- und Brückenbaumaßnahmen, Bachregulierungen und Ähnlichem war er dabei. Als Armenpfleger war er zuständig für die Auswahl und auch Unterstützung der bedürftigen Personen.
Mit der Bildung der Gemeinden nach dem Zweiten Gemeindeedikt in Bayern von 1818 ging die Verwaltung der Gemeinde an den Gemeindeausschuss mit dem Gemeindevorsteher an der Spitze. Die Gemeindevorsteher bzw. Bürgermeister (ab 1945) der Gemeinde Gern nach 1818 waren:
- 1818–1824 Anton Kurz
- 1824–1830 Franz Renoth
- 1830–1834 Georg Renoth
- 1834–1839 Franz Renoth
- 1839–1845 Georg Walser
- 1845–1856 Georg Renoth
- 1856–1869 Michael Renoth
- 1869–1873 Georg Springl
- 1873–1881 Georg Renoth
- 1881–1883 Johann Plenk (Bischoflehen)
- 1883–1893 Michael Holz (Schwaigerlehen)
- 1893–1906 Georg Renoth (Fendtleitlehen)
- 1906–1909 Michael Stanger (Vordereben)
- 1909–1912 Josef Walch (Braunlehen)
- 1912–1919 Sebastian Hasenknopf (Unterklapflehen)
- 1919–1924 Franz Rasp (Hartlerlehen)
- 1924–1934 Heinrich Maußner (Fendtleitbichl)
- 1934–1935 Josef Rieder (Theresienklause)
- 1935–1945 Franz Datz (Saghäusl)
- 1945–1946 Franz Springl (Fluchthäusl)
- 1946–1956 Franz Seidinger (Schönbichl)
- 1956–1971 Josef Fegg (Lehen)

## Kultur und Sehenswürdigkeiten

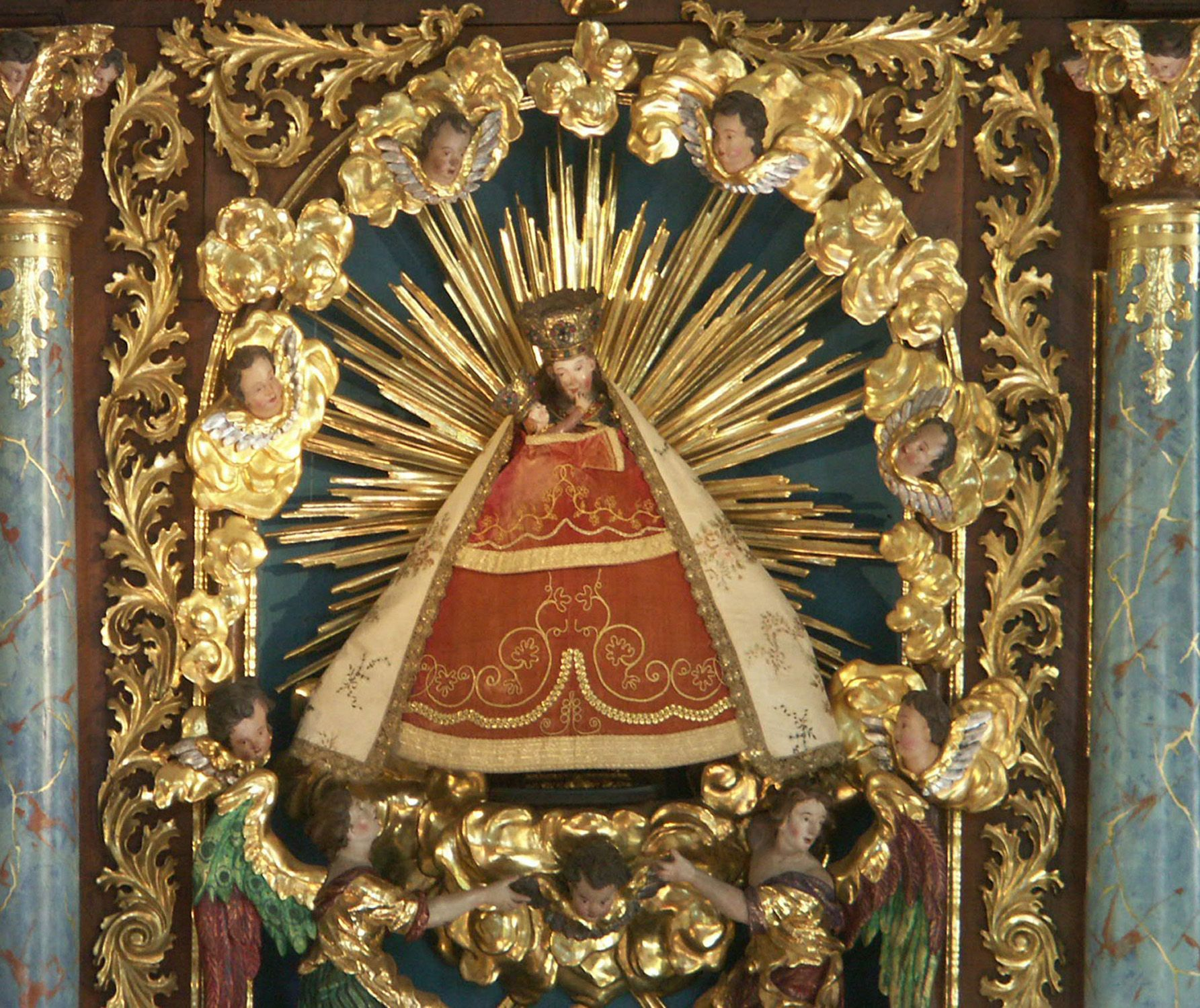
Das Gnadenbild in der Wallfahrtskirche Maria Gern

### Kulturelle Traditionen
Innerhalb Berchtesgadens und auch untereinander werden die Bewohner Maria Gerns umgangssprachlich seit jeher nicht als „Gerner“, sondern als Gerer bezeichnet.
Für das Buttnmandllaufen (bairisch: buttn = scheppern, rütteln), das im einstigen Berchtesgadener Land seit ca. 1730 als Einkehrbrauch während der Adventszeit sonst überwiegend am 5./6. Dezember (St. Nikolaus) gepflegt wird, nutzt Maria Gern davon abweichend wie schon seit dem Mittelalter eine der drei heiligen Rauhnächte, nämlich den 24. Dezember.
Die beiden Figuren des Gnadenbildes in der Wallfahrtskirche Maria Gern, Madonna und Kind, werden jeweils passend zum Abschnitt des Kirchenjahres mit prächtigen Barockgewändern in den entsprechenden Farben bekleidet.
Die Blaskapelle Maria Gern wurde 1946 von Johann Rasp gegründet, eine frühere Gerer Musi ist jedoch bereits kurz nach dem Ersten Weltkrieg erwähnt worden.
Wie die meisten Orte des Berchtesgadener Landes besitzt auch Maria Gern einen Verein der Weihnachtsschützen. Dieser konnte im Jahre 2007 bereits sein 100-jähriges Bestehen feiern.

### Bauwerke
Das bekannteste Gebäude und „Wahrzeichen“ dieses Ortsteils ist die um 1669 bzw. 1724 errichtete Wallfahrtskirche Maria Gern, die seit 1773 auch über einen eigenen Mesner verfügte. In ihr befindet sich über dem Hochaltar das von einem Gerer geschnitzte Gnadenbild einer Madonna mit Kind von 1666, das in vereinfachter Stilisierung auch zum kennzeichnenden Bestandteil des Gemeindewappens wurde. Bemerkenswert sind auch die zahlreichen Votivtafeln, mit denen sich Gläubige für die Erhörung ihrer Gebete bedankten.